# Fetești (Romania)
Fetești è un municipio della Romania di 34 579 abitanti, ubicato nel distretto di Ialomița, nella regione storica della Muntenia.
Fanno parte dell'area amministrativa anche le località di Buliga, Fetești-Gară e Vlașca.
Feteşti risulta documentata per la prima volta nel 1528 e nasce inizialmente come un mercato per gli animali ed i cereali, per svilupparsi poi come un centro di scambi ed un importante nodo nel sistema dei trasporti.
Lo sviluppo industriale iniziò ai primi del XX secolo con l'insediamento di attività produttive nel settore dei prodotti alimentari ed in quello tessile. 
Dopo avere ottenuto lo status di comune nel 1868 e quello di città nel 1965, Fetești è diventata un municipio nel 1995.
Oggi la lavorazione dei prodotti agricoli della zona circostante rimane la maggiore risorsa economica della città, che tuttavia mantiene la sua importanza commerciale grazie alla posizione che ne fa un nodo stradale e ferroviario importante tra il porto di Costanza e la parte centrale del Paese.
Fetești ha dato i natali allo scultore Ion Vlad (1920-1992), cittadino francese attivo soprattutto a Parigi.
Si trova sul percorso dell'autostrada A2.